# Chorothyse hessei
Chorothyse hessei là một loài bọ cánh cứng trong họ Cerambycidae.